# Klavdija Majučaja
Klavdija Jakovlevna Majučaja (in russo Клавдия Яковлевна Маючая?; 15 maggio 1918 – 14 ottobre 1989) è stata una giavellottista sovietica.

## Palmarès

### Europei
- 1 medaglia:
  - 1 oro (Oslo 1946 nel lancio del giavellotto)